# Ochotona macrotis
Ochotona macrotis este o specie de mamifere din familia iepurilor fluierători, Ochotonidae. Este întâlnită în regiuni muntoase din Afganistan, China, India, Kazakhstan, Kârgâzstan, Nepal, Pakistan și Tadjikistan, unde viețuiește printre bolovani și grohotișuri.

## Descriere
Ochotona macrotis are blana gri-maronie nuanțată cu culoarea ocrului. Fruntea, obrajii și zona umerilor au o tentă roșiatică care este mai evidentă vara. Părțile inferioare sunt albe-cenușii.

## Taxonomie
Sunt recunoscute 5 subspecii: O. m. auritus, O. m. chinensis, O. m. macrotis, O. m. sacana și O. m. ollastoni.

## Răspândire și habitat
Această specie este nativă în regiuni muntoase din Asia Centrală. Arealul său include Afganistan, Bhutan, India, Pakistan, Nepal, Kazakhstan, Kârgâzstan și Tadjikistan și provinciile Gansu, Qinghai, Sichuan, Tibet, Xinjiang și Yunnan din China. Altitudinea minimă la care poate fi găsită este 2.300 de metri și a fost înregistrată la altitudini de 6.130 de metri în Munții Himalaya. Ochotona macrotis viețuiește în zone stâncoase. În unele zone este simpatrică cu specia Ochotona roylei.

## Biologie
Ochotona macrotis este o specie teritorială, o pereche de adulți putând ocupa o zonă exclusivă. În părți diferite ale arelului său este găsită la densități care variază de la 6 până la 18 indivizi pe hectar.
Este o specie erbivoră și diurnă. Se hrănește cu ierburi, crenguțe, frunze, licheni și mușchi. Unele populații fac „adunături de fân” pentru iarnă. În general femelele fată de două ori pe an, câte doi sau trei pui. Perioada de gestație durează aproximativ 30 de zile. Juvenilii devin maturi începând cu următorul sezon de reproducere, iar speranța de viață a acestei specii este de aproximativ trei ani.

## Stare de conservare
Deși mărimea populației acestei specii este necunoscută, are un areal extins și se crede că este comună. Nu au fost identificate amenințări deosebite asupra acestei specii, așa că IUCN o listează ca specie neamenințată cu dispariția în lista sa roșie de specii în pericol.
Pe teritoriul Indiei, specia este întâlnită în Parcul Național Hemis și în Kanji Wildlife Sanctuary; există bănuieli că apare și în Changthang Wildlife Sanctuary. În China, se regăsește pe teritoriile rezervațiilor naturale Tuomuerfeng, Zhumulangmafeng, Changtang și Sanjiangyuan.